# كأس تونس للكرة الطائرة للرجال 2012–13
كأس تونس للكرة الطائرة للرجال 2012-2013 هو الموسم رقم 57 من كأس تونس للكرة الطائرة للرجال.

فاز بهذا الموسم النادي الرياضي الصفاقسي.

## روابط خارجية
- الموقع الرسمي للجامعة التونسية للكرة الطائرة.